# 매직울프
《매직울프》(Волки и овцы: бееезумное превращение)은 2016년 공개한 러시아의 애니메이션 영화이다.